# Les Introuvables (Raoul Petite)
Pour les articles homonymes, voir Les Introuvables.
Albums de Raoul Petite
Tête de Kran
(1995) Rire c'est pas sérieux
(1998)
Les Introuvables est une compilation sortie en 1996 de morceaux enregistrés en public entre 1982 et 1988 par le groupe Raoul Petite. Elle fait figure de best of de la première période du groupe.

## Liste des titres
1. Balance ton flip (4:32)
2. Paris-Tokyo (5:05)
3. Voiture de l'amour (4:16)
4. Marcel (5:33)
5. Mon cœur se serre (2:46)
6. Tu me regardes (8:51)
7. C'est sur si t'assures, c'est pas dur (5:41)
8. Margaretta (9:31)
9. La chanson des pleurs (3:58)
10. Les 3 ronds (3:25)
11. Louise (4:33)
12. Voyage interplanétaire (7:10)

## Membres
- Pépou Mangiaracina, Christophe Monthieux, et David Salkin : batterie.
- Nicolas Fitzman et Patrick Richard : guitare basse.
- Marc Ceccaldi, François Delfin, et Frédéric Tillard: guitare.
- Hervé Bouffartigues et Alain Nicolas : clavier.
- Maurice Ducastaing et Bruno Huet : saxophone.
- Marc Slyper : trombone.
- Christophe Dutret : trompette.
- Odile Avezard, Marie-Line Marolany, Marjorie Savino, et Christian Picard : chant.
- Jean-Baptiste DoBiecki : saxophone.